# Bordighera
Bordighera es un comune y ciudad italiana de la provincia de Imperia, en la región de Liguria. Tiene una población de 10 207 habitantes (ISTAT 2025).

## Historia
La ciudad fue fundada hacia el siglo IV a. C. por los ligures. Históricamente, ha sido un importante resort invernal, especialmente para visitantes jubilados de Inglaterra, y es famosa por su hermoso paisaje costero. 

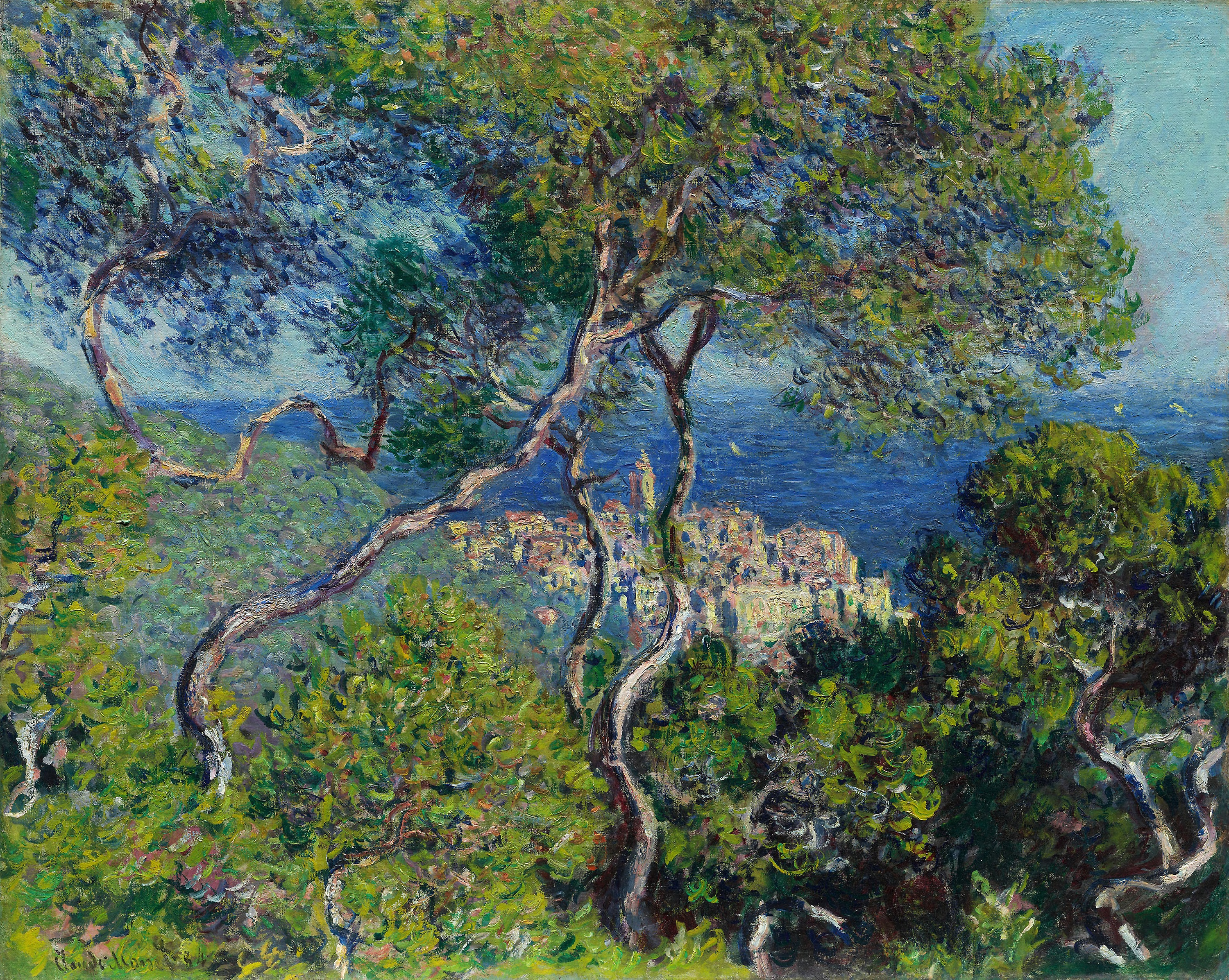
Bordighera en una pintura de Monet (1884)

Sus flores y palmeras son muy reconocidas, habiendo sido exportadas, y las palmas utilizadas el Domingo de Ramos en la Basílica de San Pedro en Roma y otras iglesias proceden de la zona. Existe un museo que contiene una colección única de la flora de la Costa Azul. 
Desde 1682 hasta el período napoleónico, Bordighera fue la capital de una pequeña república formada por los pueblos de los valles vecinos.
En esta ciudad tuvo lugar los primeros días de febrero de 1941 la histórica entrevista de Bordighera, entre los dictadores Franco y Mussolini. En 2018 tenía 10 462 habitantes.

## Demografía
| Gráfica de evolución demográfica de Bordighera entre 1861 y 2001 |
|                                                                  |
| Fuente ISTAT - elaboración gráfica de Wikipedia                  |

## Patrimonio
- Iglesia de Santa María Magdalena (siglo XVII).
- Jardines alrededor de la Vía Julia Augusta (hoy Vía Romana).

### Arquitectura civil
- Palazzo Comunale.
- Palazzo del Parco.
- Villa Margherita.
- Villa Garnier.

## Cultura
El escritor escocés George MacDonald vivió y trabajó ciertas épocas del año en Bordhigera. Su casa fue un importante centro cultural de la colonia británica. Está enterrado en el cementerio de la antigua iglesia anglicana.
En esta ciudad falleció, en 1908, el prestigioso escritor Edmundo de Amicis, famoso sobre todo por su libro "Cuore" (Corazón, 1886).
Bordighera acogía antaño el Festival Internacional del Humor de Bordighera, uno de los más importantes festivales dedicados a la historieta, la tira cómica, la comedia cinematográfica, el dibujo animado y el humorismo en general. Fue inaugurado en 1947 por el periodista Cesare Perfetto y se celebró 52 veces hasta 1999.

## Ciudades hermanadas
- Villefranche-sur-Mer (Francia, desde 1956)
- Neckarsulm (Alemania, desde 1963)